# Oleg Miron
Oleg Miron (21 de enero de 1956) es un deportista soviético que compitió en vela en la clase Soling. Ganó una medalla de plata en el Campeonato Mundial de Soling de 1984 y una medalla de plata en el Campeonato Europeo de Soling de 1983.

## Palmarés internacional
| Campeonato Mundial | Campeonato Mundial       | Campeonato Mundial | Campeonato Mundial |
| Año                | Lugar                    | Medalla            | Clase              |
| ------------------ | ------------------------ | ------------------ | ------------------ |
| 1984               | Torbole (Italia)         | Medalla de plata   | Soling             |
| Campeonato Europeo |                          |                    |                    |
| Año                | Lugar                    | Medalla            | Clase              |
| 1983               | Medemblik (Países Bajos) | Medalla de plata   | Soling             |